# Kauhajoki
Kauhajoki est une ville de l'ouest de la Finlande, dans la province de Finlande occidentale et la région d'Ostrobotnie du Sud.

## Géographie
C'est la plus grande commune de la région. Elle en offre d'ailleurs un bon résumé : le nord est dépourvu de relief et agricole, alors que le quart sud fait partie de la moraine du Suomenselkä, et est donc vallonné et boisé. La commune fait partie des rares à compter deux parcs nationaux : Kauhaneva-Pohjankangas protège une zone de marais et Lauhanvuori entoure la plus haute colline de la région, le mont Lauhanvuori, qui domine la plaine de plus de 100 mètres.
Kauhajoki est bordée par les municipalités de Karvia et Honkajoki au sud (Satakunta), Isojoki au sud-ouest, Karijoki et Teuva à l'ouest, Kurikka au nord et Jalasjärvi à l'est.

## Rivières et lacs
La municipalité marque le point de départ du fleuve Kyrönjoki, le cours d'eau majeur de la région, dont la vallée est classée paysage national.
Le fleuve Kyrönjoki qui coule vers le golfe de Botnie vient du lac Kauhajärvi au sud de Kauhajoki.
À Aronkylä, les rivières Ikkelänjoki et Kainastonjoki rejoignent la Kauhajoki, qui à son tour rejoint la Jalasjoki à Kurikka, et le nom du cours d'eau devient Kyrönjoki.

## Zones protégées
Les zones Natura 2000 de Kauhajoki sont :
- Iso Kaivoneva
- Iso Koihnanneva
- Karvianjoen kosket
- Kauhaneva-Pohjankangas
- Lapväärtinjokilaakso
- Lauhanvuori
- Mustasaarenneva
- Ylimysjärvi

## Démographie
Depuis 1980, l'évolution démographique de Kauhajoki est la suivante, :
| Année      | 1980   | 1985   | 1990   | 1995   | 2000   | 2005   |
| ---------- | ------ | ------ | ------ | ------ | ------ | ------ |
| population | 14 946 | 15 577 | 15 643 | 15 420 | 14 831 | 14 465 |

| Année      | 2010   | 2016   | 2020   |
| ---------- | ------ | ------ | ------ |
| population | 14 269 | 13 772 | 13 187 |

## Politique et administration

### Conseil municipal
Les sièges des 35 conseillers municipaux sont répartis comme suit:
| Parti     | Parti                              | Sièges 2021–2025 |
| --------- | ---------------------------------- | ---------------- |
|           | Parti social-démocrate de Finlande | 3                |
|           | Vrais Finlandais                   | 11               |
|           | Parti de la Coalition nationale    | 8                |
|           | Parti du centre                    | 13               |
|           | Ligue verte                        | 0                |
|           | Alliance de gauche                 | 0                |
|           | Chrétiens-démocrates               | 0                |
| Sources : |                                    |                  |

## Transports
Kauhajoki est à 28 km de Kurikka, 31 km de Teuva, 38 km de Jalasjärvi, 40 km d'Isojoki, 58 km de Seinäjoki, 61 km de Kaskinen, 75 km de Kankaanpää, 97 km de Vaasa, 97 km de Tampere et 334 km d'Helsinki.
La route principale 67 de Seinäjoki à Kaskinen va de Kauhajoki à Aronkylä dans la direction nord-est-sud-ouest et d'Aronkylä dans la direction est-ouest de Kaskinen.
La route principale 44 nord-sud part d'Aronkylä et se dirige vers Kiikka.
La seututie 672 relie Kauhajoki à Alavus et la seututie 274 à Parkano.

## Lieux et monuments
- Parc national de Lauhanvuori

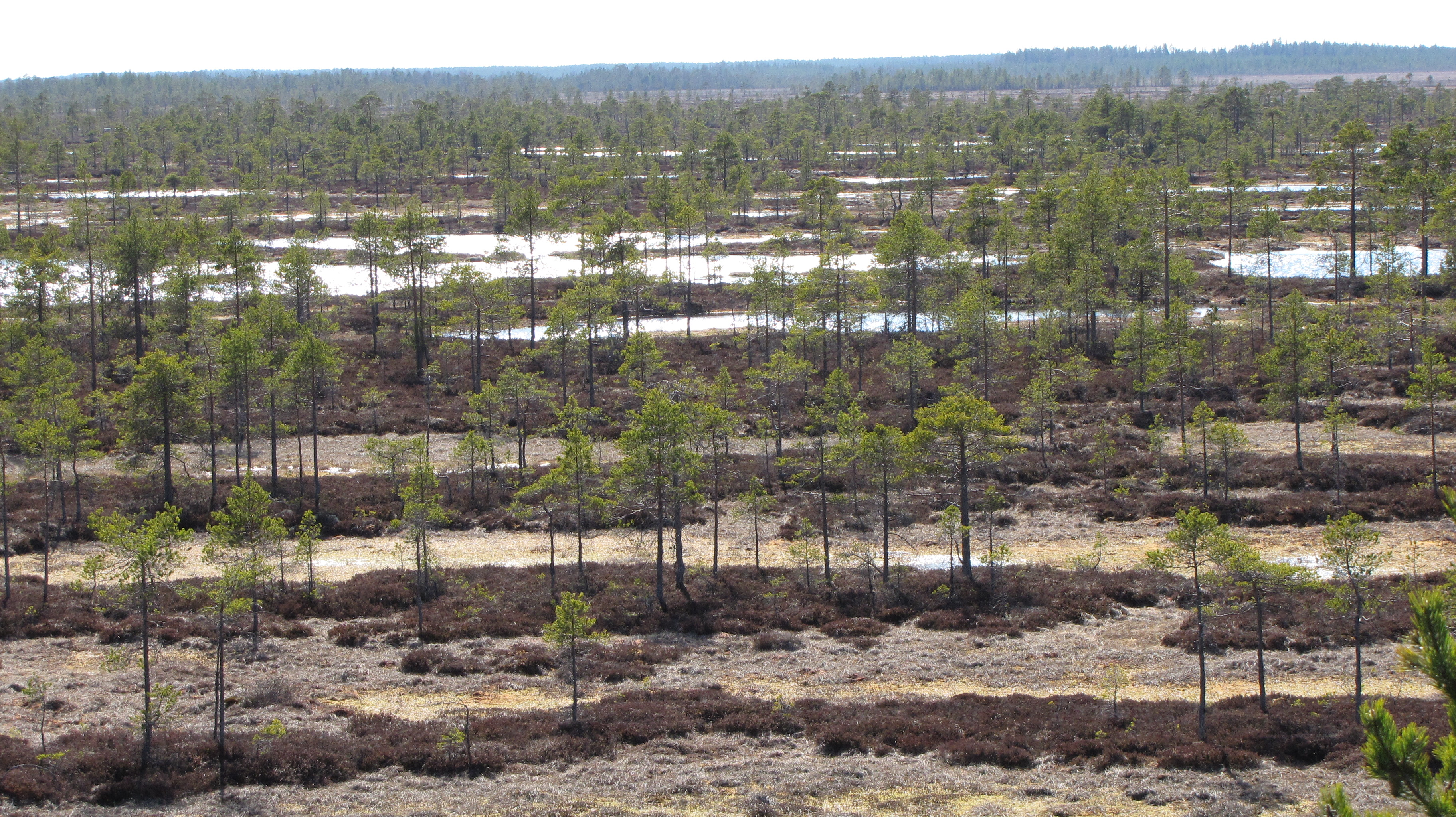
Les marais de Kauhaneva.

- Parc national de Kauhaneva-Pohjankangas
- Manoir de Hämes-Havunen
- École de Sanssi
- Vallée de l'Hyypänjoki
- Maison des vétérans
- Musee local de Kauhajoki
- Manour de Sanssi
- Katikankanjoni
- Lapinkaivo
- Centre de tourisme naturel de Muurahainen

## Histoire
Kauhajoki entre dans l'histoire le 10 août 1808. À cinq kilomètres au sud de ce petit bourg agricole, les Suédois remportent une importante victoire défensive contre les Russes, dans le cadre de la guerre de Finlande. Quelques mois plus tard, la Suède perd la guerre et la Finlande est rattachée à la Russie.
Kauhajoki se retrouve pour la deuxième fois au premier plan de l'histoire nationale en 1939, de nouveau en temps de guerre, pendant la guerre d'Hiver cette fois-ci.
Le parlement fuit Helsinki bombardée et se réfugie dans cette commune d'Ostrobotnie. Il y siègera du 1er décembre 1939 au 12 février 1940.
Kauhajoki est devenue une ville le 1er juillet 2001.
Le 23 septembre 2008, à 11 h, une tuerie se produit dans un établissement spécialisé dans les études en cuisine industrielle, faisant 11 morts (dont l'étudiant initiateur du bain de sang).

## Personnalités
- Agnes Hildegard Sjöberg (1888 - 1964), vétérinaire finlandaise, y est née.
- Jouko Salomäki (1962-), champion olympique de lutte gréco-romaine en 1984.

## Galerie

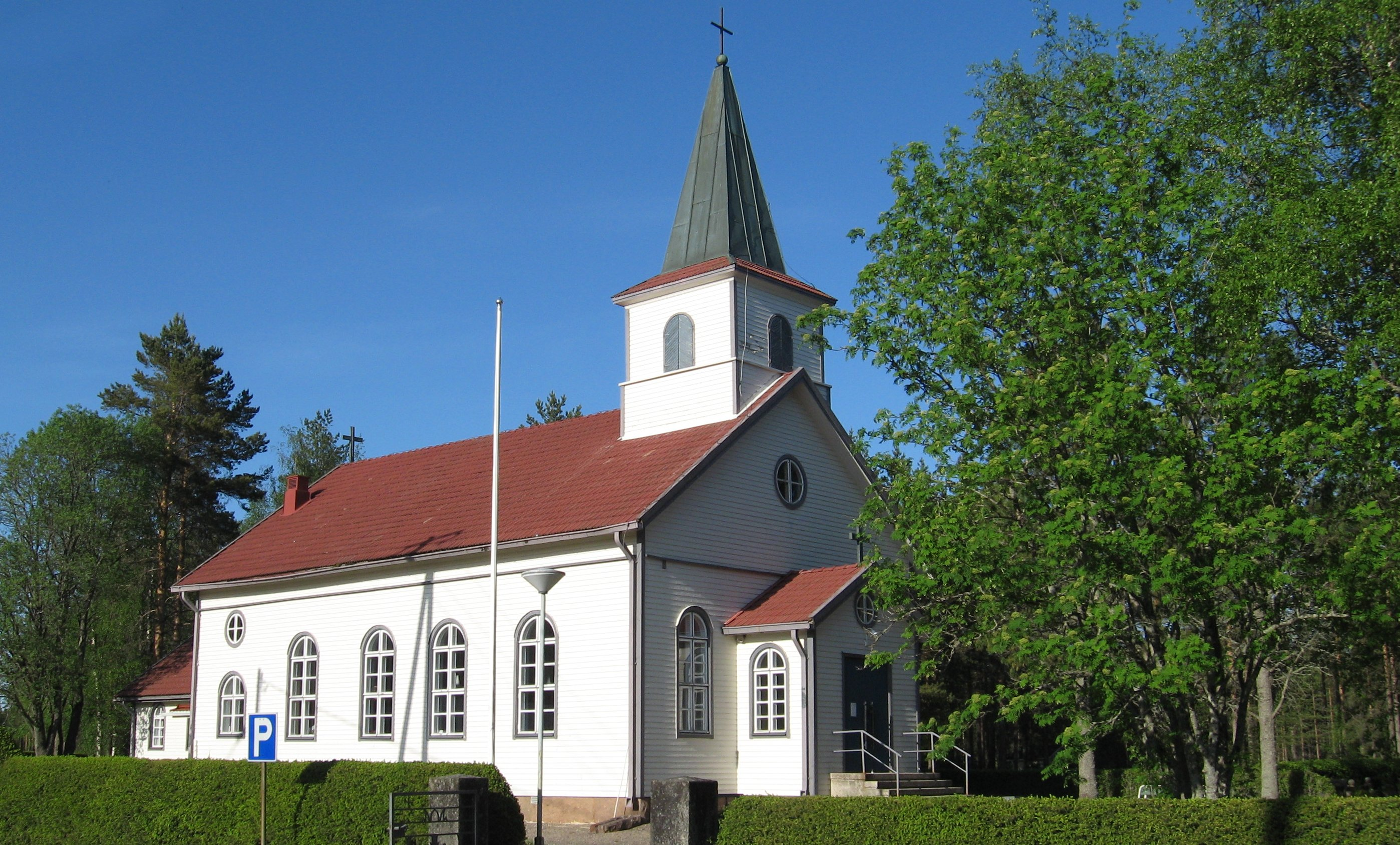
L'église de Kauhajärvi.
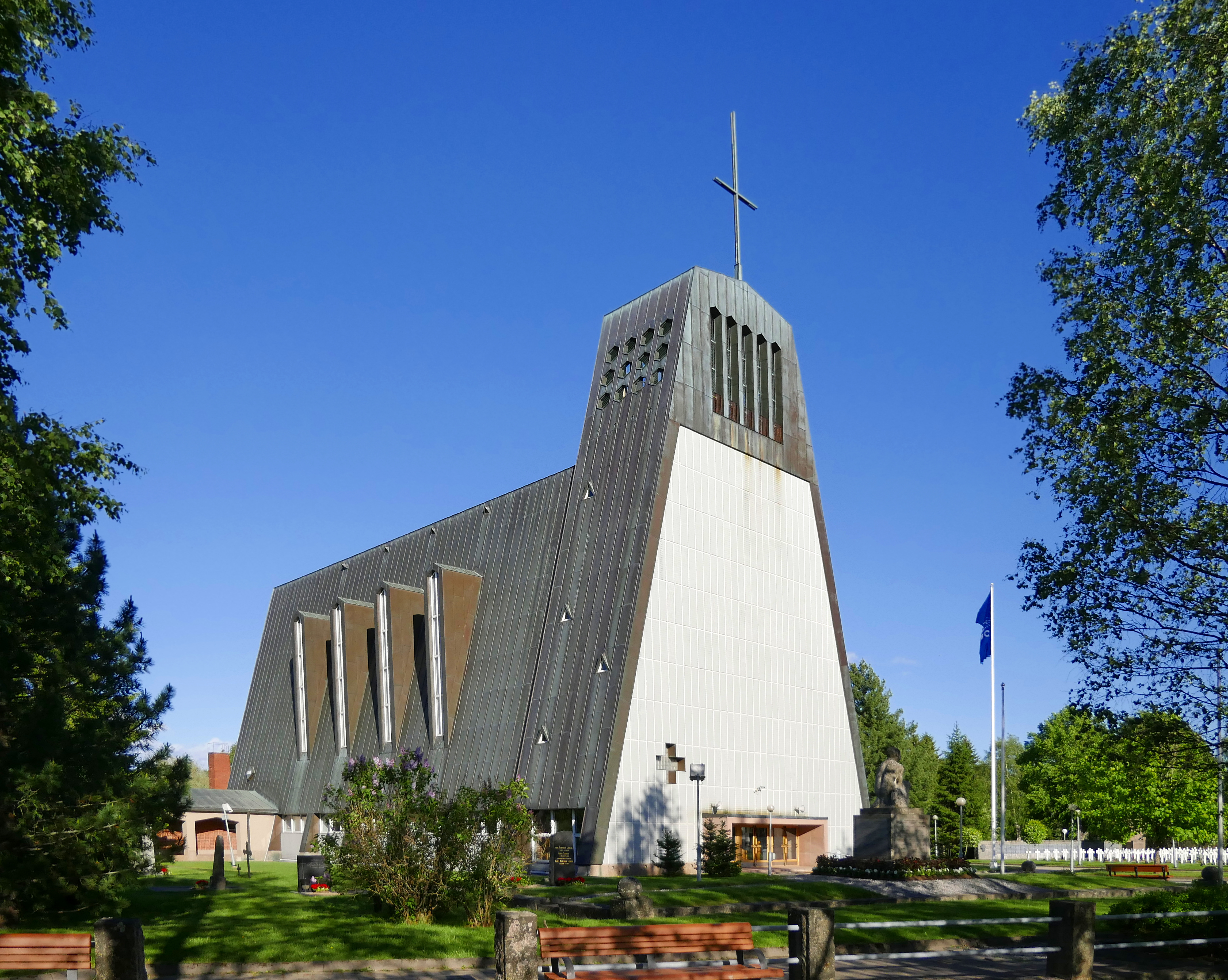
L'église de Kauhajoki.
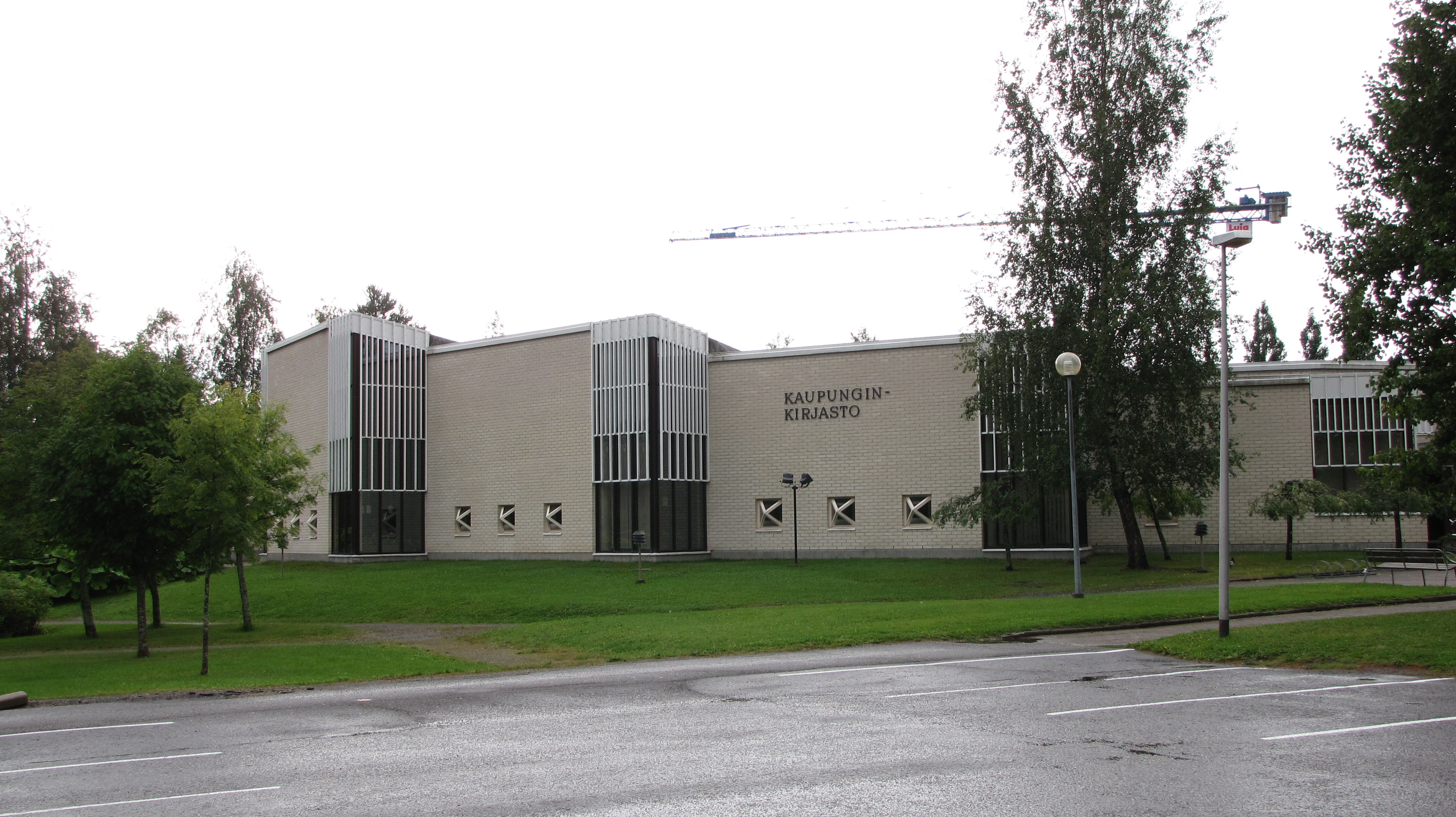
La bibliothèque municipale.
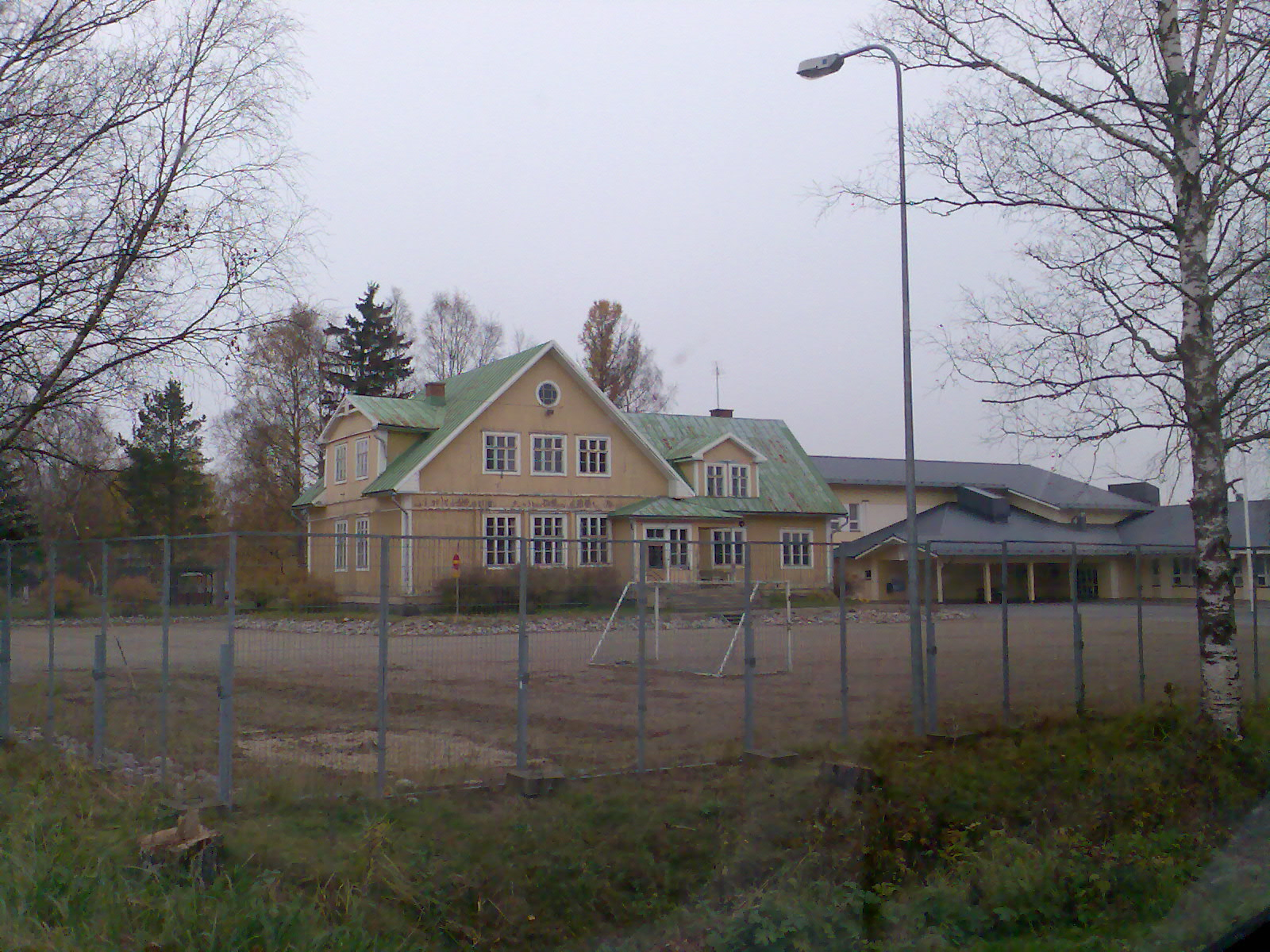
L'école de Kainasto.
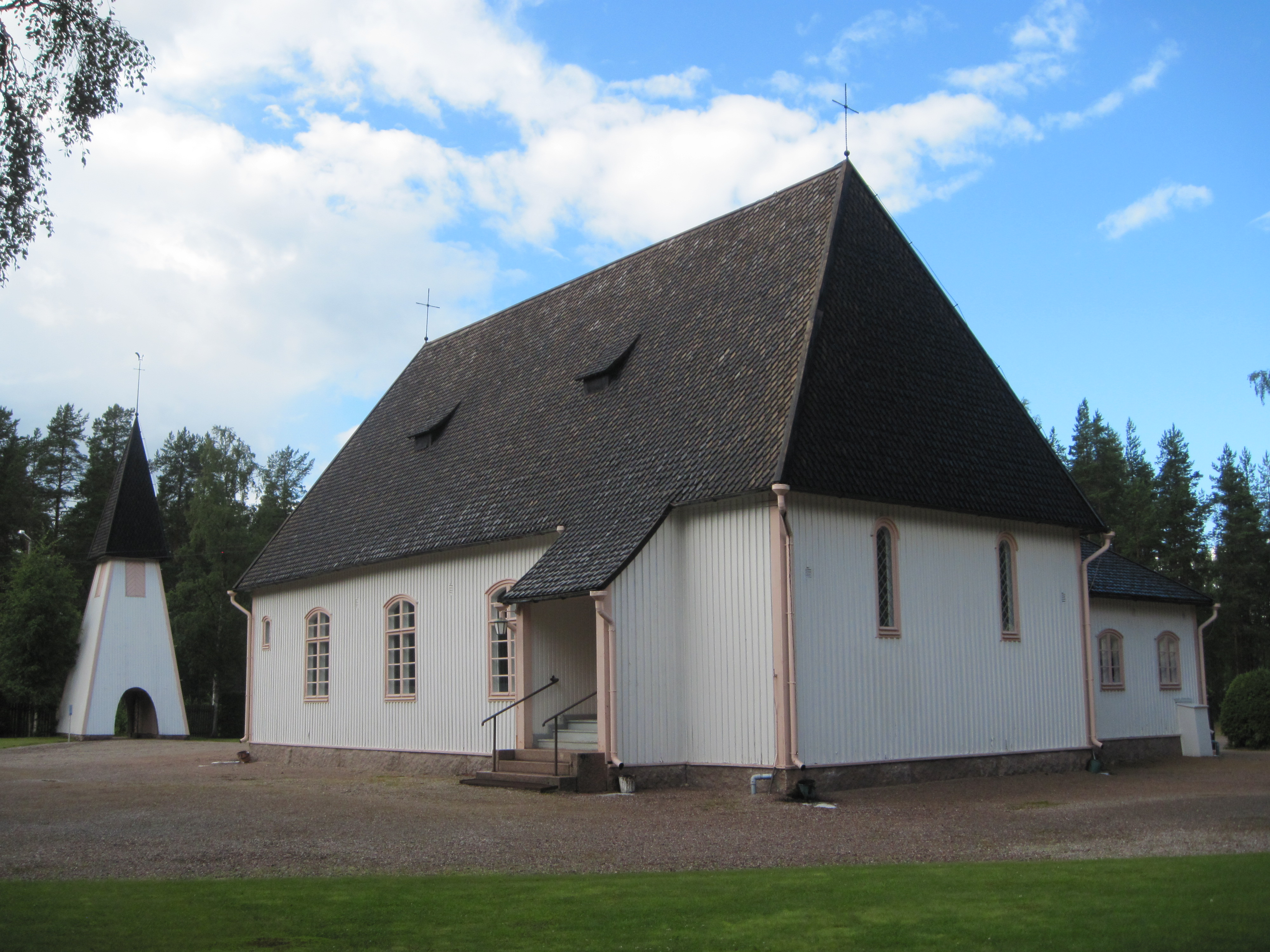
L'église de Nummijärvi.
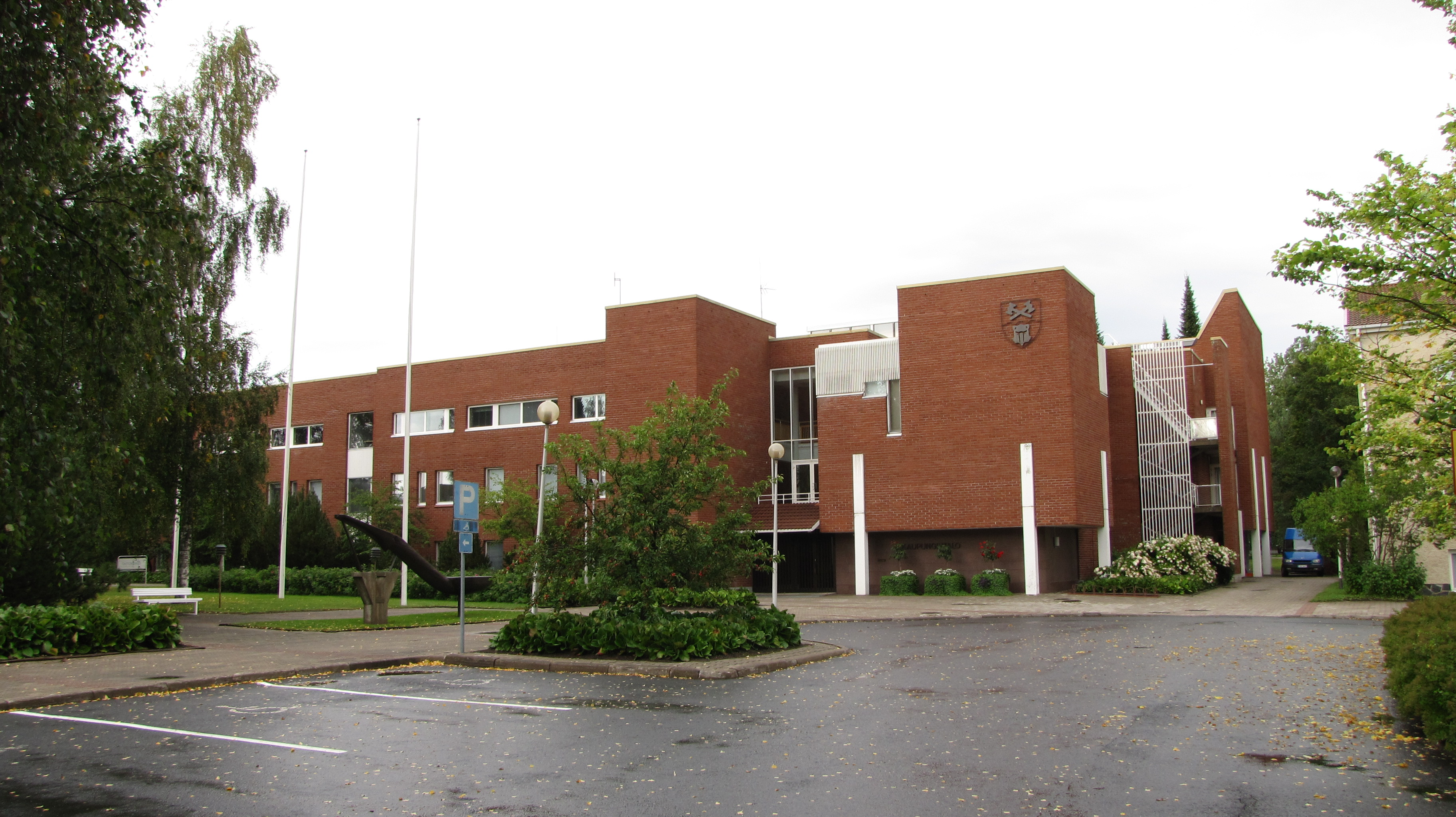
La mairie.
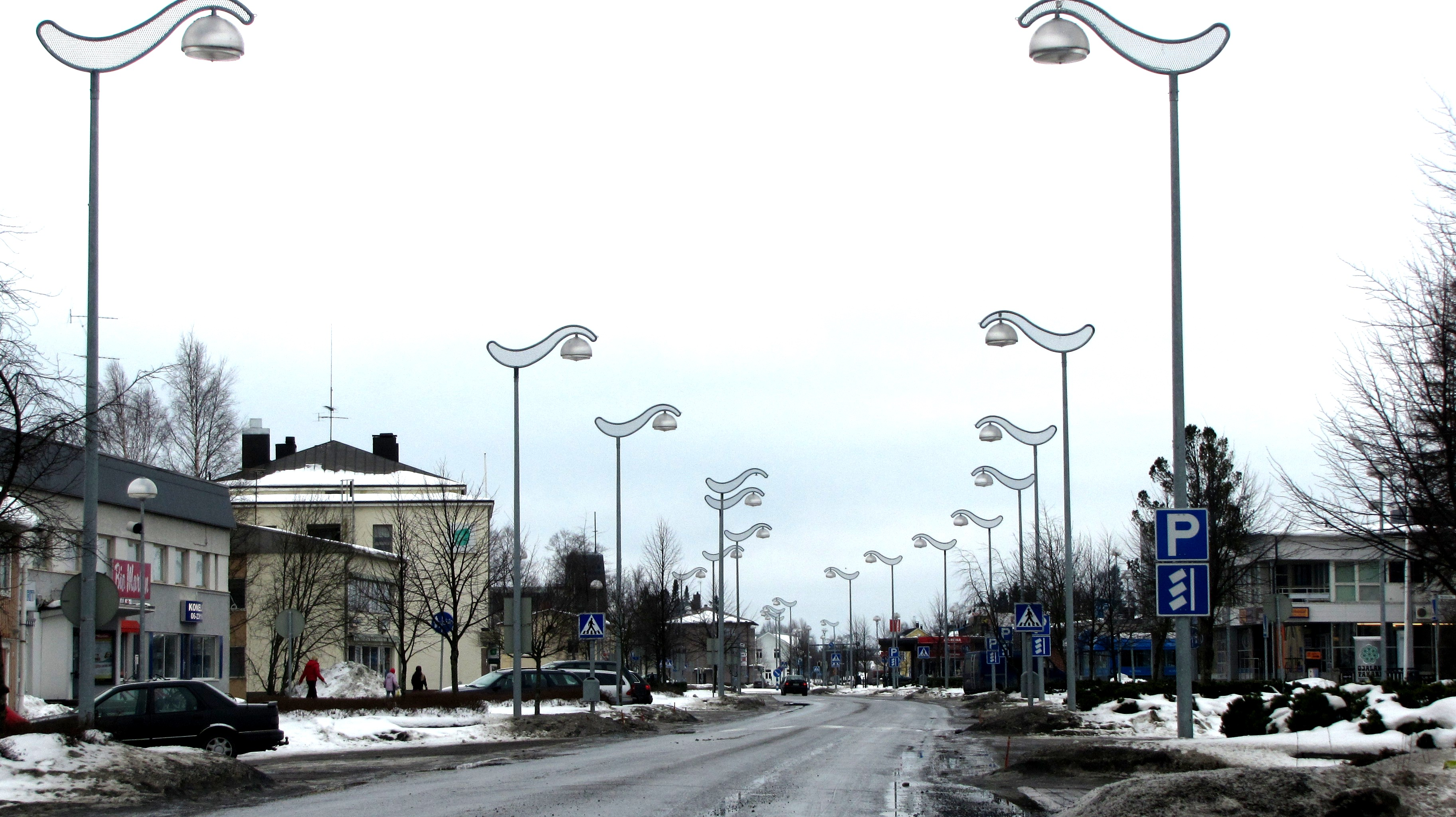
Le centre-ville.